# مرکز رایانه کره (شمالی)
مرکز رایانه کره یا کی‌سی‌سی (اختصاری KCC) یک مرکز دولتیِ کره شمالی در حوزه پژوهش‌های فناوری اطلاعات است. این مرکز در ۲۴ اکتبر ۱۹۹۰ تأسیس شد. مرکز رایانه کره که تا سال ۲۰۱۱ اداره کننده کد کشور دامنه سطح‌بالا .kp بود، بیش از ۱۰۰۰ نفر کارمند دارد.
کی‌سی‌سی هشت مرکز توسعه و تولید، و همچنین یازده مرکز اطلاعاتی منطقه‌ای را اداره می‌کند. این مرکز، کالج فناوری اطلاعات کی‌سی‌سی و مؤسسه فناوری اطلاعات آن را نیز مدیریت می‌کند. کی‌سی‌سی در چین، آلمان، سوریه و امارات متحده عربی شعبه دارد. این مرکز به پژوهش در زمینه لینوکس علاقه‌مند است و توسعه توزیع سیستم‌عامل ستاره سرخ را که برای کره شمالی بومی‌سازی شده است آغاز کرده‌است.
کی‌سی‌سی بخشی از ساختار سیاسی است و بطور کامل یک شرکت فناوری اطلاعاتِ صرف محسوب نمی‌شود. وضعیت فناوری و نوسازی کلی آن از دید بسیاری، حتی با در نظر گرفتن روح زمانه در کره شمالی، هنوز بسیار عقب‌تر از سایر نقاط جهان تلقی می‌شود. به‌عنوان نمونه، دامنه .kp در سال ۲۰۰۷ ثبت شد، اما کی‌سی‌سی با وجود پشتیبانی یک شرکت اروپایی، طی سه سال نتوانست یک رجیستری کارآمد راه‌اندازی کند. این مرکز همچنان زیرساخت ccTLD را به‌طور کامل پیاده‌سازی نکرده است؛ امری که دولت کره شمالی سال‌هاست آن را به‌عنوان یک هدف دنبال می‌کند.
در حالی که کی‌سی‌سی عمدتاً بر پروژه‌های داخلی کره شمالی متمرکز است، از سال ۲۰۰۱ به مشتریانی در اروپا، چین، کره جنوبی، ژاپن و خاورمیانه نیز خدمات ارائه کرده‌است. بعلاوه، این مرکز پرتال رسمی وب کره شمالی، ننارا، را مدیریت می‌کند.
بر اساس گزارش‌ها، کی‌سی‌سی در پروژه‌های مرتبط با امنیت سایبری و نظارت با سایر نهادهای دولتی همکاری داشته‌است.
نوسوتِک شرکت نوپای فناوری اطلاعات دیگری در کره شمالی است که بازی‌های رایانه‌ای تولید می‌کند؛ دو مورد از این بازی‌ها توسط نیوز کورپوریشن منتشر شده‌اند. شرکت دیگری با نام مرکز اطلاعات پیونگ‌یانگ نیز فعال است.
اوایل سال ۲۰۱۵، ساختار کی‌سی‌سی بازسازمان‌دهی شد و تمام وظایفی که مستقیماً به توسعه سیستم‌عامل ستاره سرخ مرتبط نبودند، به نهادهای دیگر منتقل شدند.

## محصولات
- «Sam heug» موتور جستجوی وب[۱]
- «Naenara» مرورگر وب[۱]
- «Chosun Jang-Gi» یک بازی رایانه‌ای[۱]
- کوانگمیونگ[ج]، اینترانت بسته ملی کره شمالی[۱]
- «غذاهای کره‌ای» یک وبگاه مرتبط با آشپزی[۱]
- «Hana» یک ویرایشگر روش ورودی زبان کره‌ای[۱]
- «Koryo» نرم‌افزار ترجمه کره‌ای-انگلیسی/انگلیسی-کره‌ای با استفاده از قلم الکترونیکی[۱]
- «Nunbora» یک نرم‌افزار تشخیص صدای زبان کره‌ای[۱]
- «Pulgunbyol» (سیستم‌عامل ستاره سرخ)، یک توزیع لینوکس[۱]
- «Cyber Friend» یک سامانه ویدئوکنفرانس[۱]
- «Cyber Star» یک سامانه آموزش الکترونیک[۱]
- «SilverStar Paduk» یک بازی رایانه‌ای گو[۱]
- «HMS Player» یک پخش‌کننده چندرسانه‌ای[۱]
- «تبلت سامجیون»[چ][۱۰][۱۱]